# 劇団七曜日
劇団七曜日（げきだんななようび）は日本の劇団。

## 概要
- 夕ぐれ族を経営していた7曜企画の出資を受ける予定で[1]、1984年1月に石井光三とレオナルド熊らによって旗揚げされた劇団で[1]、コント赤信号の渡辺正行が主宰者だった時期があった。
- 渋谷La.mamaで、渡辺正行が主催している「ラ・ママ新人コント大会」では、運営スタッフを務めていた。
- お笑いを織り交ぜながらもストーリー性を重視する芝居が基本。出身者には演技派が多かった。

## 主な作品
- すぎのとを（1984/7/29 La.mama昼夜2回公演 原作 ラサール石井 )
- 旗揚げ公演「鬼ヶ島」（1984年）[2]
- OUT1
- OUT2
- OUT3
- つめたい夜に
- 銀色伝説

## 主な劇団員
- 清水よし子（ピンクの電話）
- 竹内都子（ピンクの電話）
- 近藤芳正
- 佐藤望（デンジャラス）
- 安田和博（デンジャラス）
- 菅原大吉
- 廣澤恵
- 西秋元喜
- 磯野貴理子（チャイルズ）
- 久留龍子（チャイルズ）
- 茂原裕子（チャイルズ）
- 朝倉伸二 - 1986年-1995年[3]
- 田根楽子
- 島ゆうこ他

## 話題
- 結成後、稽古場には、実際は所属ではないながらも、室井滋、日髙のり子、ダチョウ倶楽部（当時キムチ倶楽部）が常時出入りしていた。
- 80年代後半当時、小劇場ブームにあって「劇団対決!」という企画舞台が行われたことがある。スーパー・エキセントリック・シアター、劇団東京ヴォードヴィルショーと劇団七曜日で、各30分の芝居を上演し、その後、3劇団全員参加の芝居を30分という、当時においては画期的な内容だった。
- コント赤信号の赤信号劇団や出川哲朗の劇団SHA・LA・LAなどともリンクする。また、フジテレビ「オレたちひょうきん族」や「笑いの殿堂」などもリンクしている。
- また、明石家さんま主演のドラマ「心はロンリー気持ちは「…」」に劇団員が出演していたほか、「マジカル頭脳パワー!!」の出題VTR等にも劇団員が出演していた。